# Лопуцьки
Лопу́цьки — молоді, м'які їстівні парослі деяких трав та дерев.
Такими є:
- козельці;
- калачики;
- рогіз;
- щавель[3].